# Eric Aparicio
Eric Daniel Aparicio (Glew, Provincia de Buenos Aires, Argentina; 25 de enero de 1990) es un ex futbolista argentino que se desempeñaba como delantero y su último club fue de Los Andes en la Primera B Metropolitana.

## Biografía
Libre de Banfield, Eric Daniel Aparicio llegó a las Inferiores de Lanús donde, de la mano de Luis Zubeldía, debutó en Primera y jugó diez partidos antes de ser transferido. Estuvo a prueba en el Karpaty ucraniano.
El 11 de agosto de 2015, utilizando la camiseta de San Martín, le hace un gol de más de 30 metros de distancia a su ex equipo Lanús, decretando así el 1 a 1. Esto, a su vez, significó salvar un invicto de 20 partidos para el Verdinegro como local.
El sábado 7 de noviembre de 2015, luego de una pared con Carlos Bueno, marca su segundo gol con San Martín en la victoria por 1 a 0 contra Arsenal de Sarandí. Esto marcó un día histórico para el club sanjuanino ya que significó asegurarse jugar la liguilla pre sudamericana, teniendo en cuenta que dicho club nunca jugó una competencia internacional.

## Clubes
| Club                    | País      | Año       | PJ | Goles |
| ----------------------- | --------- | --------- | -- | ----- |
| Lanús                   | Argentina | 2009-2010 | 10 | 0     |
| Tiro Federal de Rosario | Argentina | 2011      | 12 | 2     |
| Atlanta                 | Argentina | 2011-2012 | 14 | 2     |
| Wilstermann             | Bolivia   | 2012-2013 | 47 | 18    |
| Brown de Adrogué        | Argentina | 2014      |    |       |
| San Martín de San Juan  | Argentina | 2014-2015 | 19 | 2     |
| Defensa y Justicia      | Argentina | 2016      | 0  | 0     |
| Brown de Adrogué        | Argentina | 2016      |    |       |
| Barracas Central        | Argentina | 2018-2019 |    |       |
| San Telmo               | Argentina | 2020      |    |       |